# Re:Baltica
Фонд «Балтийский центр журналистских расследований Re:Baltica» (латыш. Baltijas Pētnieciskās žurnālistikas centrs Re:Baltica) — некоммерческая неправительственная организация, зарегистрированная в Латвии в августе 2011 года. Организация занимается журналистскими расследованиями и находится в Риге.
Re:Baltica фокусируется на углубленных исследованиях важных для Балтийского региона вопросов, таких как коррупция, отмывание денег, предпринимательство, здравоохранение, права человека и дезинформация. Отчеты публикуются на сайте фонда на латышском, английском и русском языках. Re:Baltica производит контент бесплатно и поощряет другие средства массовой информации публиковать свои работы.
Re:Baltica является членом Центра по исследованию коррупции и организованной преступности и Глобальной сети журналистских расследований. Инга Сприньге, журналист-расследователь и одна из двух основателей Re:Baltica, является членом сети Международного консорциума журналистов-расследователей. Вторым основателем является Кристина Ризга, ныне (в 2024) член Правления организации.
Re:Baltica также ведёт свой канал в Инстаграме на латышском языке.

## История

### Устав
Устав фонда опубликован в Риге в 2013 и включает в себя, среди прочего, 7 основных целей организации:
- Обеспечить общество качественными журналистскими расследованиями и аналитическими материалами, которые позволили бы гражданам понять, что происходит в Латвии и Балтийском регионе в целом. Основная цель центра — заниматься журналистикой, ориентированной на общественное благо.
- Стимулировать развитие профессиональных журналистских расследований в странах Балтии. Проводить глубинные расследования, которые большинство СМИ в Балтии не могут себе позволить по финансовым причинам.
- Стимулировать новые методы сбора и обработки данных в журналистике в странах Балтии. Цель центра — не только активно использовать в своей работе различные инновационные методы сбора данных, но и обучать коммерческие СМИ.
- Создать сеть сотрудничества журналистов-расследователей в странах Балтии и Восточной Европе.
- Предоставлять стипендии для обучения студентов или повышения квалификации профессионалов.
- Продвигать и проводить обучение в рамках программ академического обучения и/или профессиональных курсов для журналистов в Балтийском регионе.
- Проводить научные исследования.

### Правление (2024)[10]
Паулс Раудсепс, Кристина Ризга, Андрус Вахер, Дмитрий Баулин.

### Сотрудники (2024)[10]
Инга Сприньге, Санита Йемберга, Эвита Пуриня, Инесе Браже, Анния Петрова, Рональд Силиньш, Ольга Драгилева, Янис Орбиданс, Мадара Эйхе, Элизабете Роде, Эмилс Эрнест «Мико» Роде.

### Re:Check[11]
С 2019 года под эгидой Re:Baltica работает виртуальная лаборатория фактчекинга и исследований социальных сетей Re:Check. Re:Check является членом Международной сети проверки фактов (IFCN). С 2020 года Re:Check является официальным партнером Facebook по проверке фактов в Латвии. В ноябре 2023 года Re:Check стала членом Европейской сети стандартов проверки фактов EFCSN.

### Финансирование
Финансирование поступает из трех основных источников:
- Внутренний доход от преподавания, модерации мероприятий, документальных исследований и написания сценариев.
- Конкурсные гранты, в основном от учреждений, расположенных в странах ЕСи НАТО, таких как Международный институт прессы (IJ4EU) и фонд Галуста Гюльбенкяна.
- Пожертвования, список которых прилагается к годовым отчетам.

В 2023 году общий доход Re:Baltica составил 453 804 евро. Из них 10 % составили пожертвования, 48 % — гранты и 42 % — собственные заработки.

### Сериал «Šķelšanās» («Раскол» или «Разлом» или «Разобщение»), (2024)[16].
Проект «Šķelšanās» («Раскол») центра Re:Baltica был представлен и одобрен в 2023 году в рамках конкурса Фонда поддержки СМИ (MAF), финансируемого из государственного бюджета Латвии. В рамках проекта был снят цикл из четырёх документальных серий с целью изучения растущего разделения в латвийском обществе, усугублённого последствиями полномасштабного вторжения России в Украину. В нём рассматривались линии раскола и их возможные последствия, а также влияние незнания или неиспользования латышского языка на чувство принадлежности русскоязычного населения к латвийскому государству. Создатели сериала также ставили задачу показать раскол в обществе на четырёх уровнях — личном, региональном, политическом и в Интернете.
Сериал был снят в нескольких местах, включая Даугавпилс, и выходил в свет с 14 января по 4 февраля 2024 года. После этого он был целиком выложен наYouTube для бесплатного просмотра.
Сюжеты сериала фокусируются на личных историях людей с различными взглядами на происходящее. Первая серия рассказывает о двух девушках из Даугавпилса, которые выросли в русскоязычной среде, но имеют противоположные мнения о российской агрессии. Одна из героинь, Виктория Матуле, стала известна как прокремлёвская пропагандистка, тогда как другая, Алла Розмерица, выступает против российской агрессии и делится своими переживаниями о жизни в Латвии. Во второй серии «Это Даугавпилс, детка!» зрители видят, как Re:Baltica приступила к беспрецедентному для Латвии эксперименту, создав в Даугавпилсе мобильную редакцию совместно с местным независимым СМИ Chayka.lv. С 22 по 26 августа 2024 года журналисты Re:Baltica работали с журналистами Chayka.lv в открытой для жителей мобильной редакции в центре Даугавпилса. Такой формат позволил пообщаться с 117 совершенно разными людьми, предоставляя им возможность свободно общаться с журналистами, задавать вопросы о работе СМИ и делиться своим мнением по важным вопросам. В рамках мобильной редакции, в том числе, выяснялся вопрос о готовности школ к переходу латышский язык и отношение граждан России к экзамену по латышскому языку. Кроме того, проект поддержал независимое СМИ Chayka.lv которое сталкивалось с трудностями из-за отсутствия государственного финансирования (в связи с публикацией своих материалов на русском языке), и с непростыми отношениями с местными властями (из-за критики в их адрес). Открытие совместной редакции также ставило перед собой целью помочь команде Chayka.lv получить опыт в журналистских расследованиях и улучшить связь с читателями, поскольку у Chayka.lv нет своего офиса и основная коммуникация осуществляется онлайн. Формат, когда две редакции объединились и работали в центре города вместе в открытом офисе, осуществлялся в Латвии впервые. Третья серия «Ожидая поезд» посвящена политическим разногласиям и показывает, как обе стороны политического спектра питаются радикальными идеями, в то время как вопросы процветания остаются на заднем плане. В заключительной части «Я найду тебя и побью» Re:Baltica проникла в политическую организацию, чтобы показать, каким образом выстраиваются кампании в интернете, результатом которых является ненависть.
Сериал также затрагивает более широкие темы, такие как влияние медиа и Интернет-контента на мировоззрение людей. В нём рассматриваются вопросы национальной идентичности и культурной принадлежности в контексте текущих социальных изменений.
«Раскол» был выпущен на платформе TV3 в начале 2024 года и вызвал широкий общественный резонанс. Сериал стал предметом обсуждения после того, как возникли споры о языке, на котором он был представлен. Фонд Интеграции Общества (Sabiedrības integrācijas fonds, SIF) сначала потребовал вернуть средства за использование русского языка в сериале, что привело к конфликту между Re:Baltica и фондом SIF.
Бурное обсуждение вызвала также нарочито провокационная реклама сериала — двусмысленная игра с понятиями «патриотизм» и «язык» вызвала возмущение отдельных представителей как у тех, кто разговаривает по латышски, так и в русскоязычных аудиториях Латвии.
В сентябре 2024 команда Re:Baltica получила специальную награду Латвийской ассоциации журналистов за работу над сериалом. Награду вручили Саните Йемберге (Емберге), Инесе Браже, Эвите Пурине, Инге Сприне, Анне Петровой, Угису Олте.
В Риге и Даугавпилсе была также показана постановка «Разобщение» с участием актёров и журналистов. Объединяющий мотив спектакля — поезд. Актёры сидели в воображаемом вагоне, направляющемся в Даугавпилс, а журналисты делились опытом и мыслями, которые остались за кадром сериала.

## Скандалы

### Скандал с финансированием сериала «Šķelšanās» («Раскол») (2024)
Скандал, связанный с финансированием Re:Baltica, возник в 2024 году, когда SIF потребовал от Re:Baltica вернуть почти 40 % от суммы, первоначально выделенной SIF на проект документального сериала «Раскол» (36,5 тысяч евро согласно Re:Baltica, или 36 590.99 евро (от общей суммы в 92 915,01 евро) согласно SIF). В частности, фонд запросил возврат 127,5 евро за надписи на русском языке на палатках Re:Baltica в Даугавпилсе, утверждая, что это нарушает условия финансирования, согласно которым проект должен быть выполнен на латышском языке. Также авторов проекта обвинили в том, что в сериале звучит русская речь без озвученного перевода, показываются лишь субтитры.
Претензии SIF вызвали недовольство как среди журналистов, так и среди экспертов в области медиа, которые считали действия SIF угрожающими свободе прессы.
Ситуация усугубилась после публикации статьи Re:Baltica «Конверт — банкомат — партия» о финансировании политической партии Latvijas attīstībai, что привлекло внимание к возможным конфликтам интересов внутри SIF. Re:Baltica подала апелляцию на решение SIF о возврате средств, указывая на отсутствие прозрачности в процессе оценки.
В конечном итоге Совет SIF отменил ранее принятый запрос о возврате средств. Решение об отмене претензий было принято через пять дней после смены начальства SIF: 29 ноября 2024 года стало известно, что SIF возглавила бывший член Совета Госконтроля Инесе Калване. Она сменила на этом посту Зайгу Пуце — супругу бывшего министра окружающей среды и регионального развития и лидера партии Latvijas Attīstībai Юриса Пуце.
Скандал вокруг Re:Baltica и SIF поднял вопросы о свободе слова, независимости журналистики и прозрачности в государственных финансах для медиа.
Журналистки Re:Baltica Инесе Браже и Санита Йемберга (Емберга) за работу «Конверт — банкомат — партия» получили премию Латвийской ассоциации журналистов («Izcilības balvas 2024») за выдающиеся достижения 2024 года в категории «Исследования и аналитика».

## Преследования

### Преследование журналистки Инги Сприньге
В марте 2022 года Янис Сондарс, обвинявшийся за преследование журналистки центра Re:Baltica Инги Сприньге был приговорён к двум месяцам тюрьмы. Сондарс был обвинен в том, что многократно высказывал угрозы, а также преследовал журналистку, у которой было основание бояться за свою безопасность. По мнению прокуратуры, Сондарс хотел запугать Сприньге, с которой он лично знаком не был, так как был недоволен публикациями Re:Baltica вообще и самой Сприньге в частности. Свой первый прямой эфир на Фейсбук Сондарс провел 18 ноября 2019 года, в котором грубо обзывал Сприньге и других журналисток Re:Baltica, заявляя, что они служат «предателям», и обещая, что придёт момент, когда Re:Baltica поплатится за это. Преследования длились почти два года. Сондарс угрожал журналистке в соцсетях, являлся к ней в офис с траурным букетом, неоднократно звонил на её личный телефон, рассылал угрозы.
Вердикт вынес суд Видземского предместья Риги. Перед судебным заседанием Сприньге и её адвокату Андрису Тауриньшу было трудно войти в здание из-за скандаливших «фанатов» Сондарса, которые после заседания одной из свидетельниц — руководителю Re:Baltica Саните Йемберге (Емберге) положили похоронный венок на машину. Решение суда Сондарс решил обжаловать.
В марте 2023 Криминальный департамент Верховного суда Латвии решил не возбуждать кассационное производство по делу, по которому Сондарс был приговорен к двум месяцам лишения свободы за преследование Сприньге. Верховный суд постановил, что до этого Апелляционный суд Латвии справедливо признал подсудимого виновным в предъявленном обвинении. На основании доказательств по делу Апелляционный суд ранее установил, что обвиняемый неоднократно и в течение длительного периода, то есть с 18 ноября 2019 года по 26 октября 2021 года, осуществлял нежелательную коммуникацию с потерпевшей, в том числе угрожал ей. Окончательное наказание составило два года и один месяц лишения свободы, так как срок за преследование Сприньге был добавлен к наказанию по другому делу.
Весной 2024 года Инга Сприньге обнародовала часть переписки к своему призыву ехать на спектакль «Разобщение» Рижского русского театра имени Чехова и Re:Baltica в Даугавпилсе. В переписку включились некие Наташа Русинова и Оскар Лекунс, которые среди прочего угрожали журналистке изнасилованием. Сприньге решила обратиться в Госполицию. В мае 2024 полиция начала процесс по делу об угрозах изнасилования.
В апреле 2024 года в передаче Латвийского радио 4 «Открытый разговор» Инга Сприньге высказала мнение, что журналисты в Латвии не могут чувствовать себя спокойно и быть уверенными в собственной безопасности, потому что в связи с новыми кризисными ситуациями и ростом напряжения в обществе они на регулярной основе подвергаются нападкам. Она также добавила, что чувствует себя в большей безопасности не живя в Латвии.